# An Illustrated History
An Illustrated History es un disco del grupo japonés Puffy AmiYumi, editado en EE. UU. y publicado en 2002. Es un disco recopilación de canciones de otros discos del grupo.

## Lista de temas
1. Love So Pure
2. True Asia/Asia No Junshin
3. That's The Way It Is/Kore ga Watashi no Ikirumichi
4. Electric Beach Fever/Nagisa ni Matsuwaru Et Cetera
5. Wild Girls On Circuit/Circuit No Musume
6. Sign Of Love/Ai no Shirushi -CAPTAIN FUNK'S PUFFY DE SAMBA MIX-
7. Puffy De Rumba
8. Talalan/Tararan
9. Sunday Girls/Nichiyohbi no Musume
10. Friends/Tomodachi
11. Mother
12. Neholina/Nehorina Hahorina
13. Brand New Days/Atarashii Hibi
14. Stray Cats Fever
15. Puffy's Rule/Puffy no Rule
16. Jet Police/Jet Keisatsu

Pistas adicionales:
- Boogie Woogie No. 5 (Video)

- Datos: Q4750038